# コア・ブースター
コア・ブースター(CORE-BOOSTER)は、「ガンダムシリーズ」に登場する架空の兵器。初出は、1979年放送のテレビアニメ『機動戦士ガンダム』を再編集した劇場版3部作のうち、1981年に公開された第2作目『機動戦士ガンダムII 哀・戦士編』。
作中の軍事勢力の一つである「地球連邦軍」の戦闘機の一つ。ガンダムなどの人型ロボット兵器「モビルスーツ(MS)」のコクピット兼脱出ユニットである小型戦闘機「コア・ファイター」に大型ブースターを装着した機体で、宇宙と空中の両方で運用が可能。
メカニックデザインは、富野喜幸（現・富野由悠季）監督のラフをもとに大河原邦男がクリーンアップを行った。

## 概要
テレビアニメ版『機動戦士ガンダム』に登場するGファイターに相当する機体で、こちらは分離合体機能を廃した現実的なスタイルの航空機としてデザインされた。Gファイターはスポンサーの意向を反映した玩具的なデザインとギミックが採用されており、テレビでこの機体を登場させたことに富野は不満を抱いていた。しかし、劇場アニメ化に際してセイラ・マスやスレッガー・ロウの乗機であり、フラウ・ボゥが通信士を務める要因にもなったGファイターを単純にカットするわけにもいかず、代替としてコア・ブースターが考案された経緯がある。

## 機体解説
コア・ファイターは他の戦闘機と比較し10倍以上の処理能力を持つメイン・コンピューターを有し、それゆえに多目的戦闘機としての汎用性も高かったものの、機体の小ささから制約が多く、基本設計にある潜在性能を十分に生かしきれなかった。そこで開発されたのが、コアファイターに装着し武装と積載燃料を増加させるコア・ブースターである。
ブースターユニットの設計にあたり、参考となったのはGスカイ、およびGスカイイージーである。Gスカイは支援戦闘爆撃機として開発されていたが、コア・ブースターでは純粋な戦闘機に仕上がった。推進器はジェット/ロケットのハイブリッドで、大気圏内外双方で運用可能。元々は宇宙空間用として開発されていたため、空間での使用は良好である。緊急時には空中でブースター部分を切り離すことも可能である。
改良案を提案したのはコアファイターの製造元であるハービック社で、見積りを含めた計画案が承認されると即座に2機分の試作改良キットが作られ、第13独立部隊ホワイトベースに配備される。一年戦争時に計16機が生産され、うち6機が実戦に参加する。
武装・装備
コアファイター部に格納されるペンシル型空対空ミサイルは、合体の折に主翼が折り畳まれることからロックされる。
25ミリ多銃身機関砲
コアファイター部の機首に装備。
メガ粒子砲
動力源の反応炉を利用したビーム砲。ビームライフルタイプを採用する。
ミサイルランチャー
機体両脇に装備。
爆弾倉
機体下部から多弾頭弾を投下可能。

### 劇中での活躍
『哀・戦士編』ではオデッサ作戦にてナンバリングなしの1機が初投入され、ニュータイプの可能性があるとして抜擢されたセイラ・マスが搭乗。黒い三連星のオルテガのドムを撃破する。
『めぐりあい・宇宙編』ではスレッガー・ロウ機（機体番号005）とセイラ・マス機（006）の2機が登場し、ホワイトベースの主戦力として多大な活躍をするが、スレッガー機は地球連邦軍のソロモン攻略戦の際にビグ・ザムへ体当たりを仕掛けるも撃墜される。セイラ機はア・バオア・クー攻略戦まで戦い抜くが、その終盤に放棄される。
漫画『機動戦士ガンダム THE ORIGIN』では「オデッサ編」から登場。オデッサ攻略に参加するホワイトベースに1機配備され、スレッガーが搭乗する。アニメ版とは異なり大型機関砲を装備しており、ジオン公国軍のドップ部隊を多数撃墜する。また、ガンダムを乗せて飛行するサブフライトシステムとしての運用も可能。戦場が宇宙に移行してからは、武装がメガ粒子砲に変更される。

## バリエーション

### コア・ブースタープラン004
メカニックデザイン企画『MSV-R』に登場。コア・ブースターの試作案の1つ。
開発開始から3か月後に2機の試作機がジャブローでロールアウトし「FF-X7Bst PLAN004」の開発ナンバーが与えられた。本機はエンジンを換装することで大気圏内外での行動が可能であり、大気圏外と高速時において主翼が基部から90度折れ曲がる機構が採用され、本体下面にある4基の兵装ステーション内2基には通常バルカン砲ユニットが選択されている。コア・ファイターは主翼が展開した状態でドッキングしているため、ペンシル型空対空ミサイルも使用可能。試作された2機はジャブローとルナツーに1機ずつ送られて各種飛行試験が行われ連邦軍を満足させる性能を見せたものの、制式採用には至らなかった。しかし、本機で得られたデータはのちのジェット・コア・ブースターやコア・ブースターIIに活用されることとなる。
劇中での活躍
漫画『機動戦士ガンダム MSV-R ジョニー・ライデンの帰還』では紅く塗装された機体が登場する。リミア・グリンウッドは「レッドバロン」と呼ばれた第一次世界大戦時のパイロットにあやかって、と述べるが、右翼の「RB」のマーキングはジョニー・ライデンのものとなっている。コア・ブースターに限らず、「V作戦」関連の情報は一年戦争から10年が経過した時期でも大部分は機密指定されたままであり、本機はゴップ議長の手配で機密が解除されたという。

### ジェット・コア・ブースター
OVA『機動戦士ガンダム 第08MS小隊』に登場（型式番号：FFB-7Bst）。OVA発売当初の資料では「コア・イージー」、「ジェットコアブースター2」と呼称するものもあったが、現在の公式ウェブサイトでは「ジェット・コア・ブースター」となっている。
コア・ファイターの機首部分を流用し、コア・ブースターをもとに新規設計した胴体部を持つ戦闘爆撃機。可変カナード翼とベクタードノズルを持ち、高い運動性を誇る。コア・ブースターの空軍仕様である本機は運用領域を大気圏に限定しているため、推進機関はジェットエンジンに換装されている。その一方で、コア・ファイターの機首とアビオニクスを流用していることから在来機と比較し電子戦機器は高価である。
製造元のハービック社は大量受注を見越して生産ラインを整えていたが、突然の終戦によって負債を抱えた。
武装
機体左上部に機関砲を1門装備。胴体腹部には兵装ステーションが設けられ、ここに大型スマート爆弾をはじめとする各種爆弾・ミサイルを装備できる。
劇中での活躍
『第08MS小隊』第7話では雪山に不時着したジオン軍モビルアーマー(MA)「アプサラスII」の捜索に従事。ノリス・パッカード大佐が操縦するドップと遭遇し、空中戦の末に撃墜される。第10話ではジオン軍の秘密基地があると推定される山岳に対し編隊で爆撃を敢行。このとき、量産型ガンタンク部隊の砲撃を誘導していた1機が、ノリス操るグフ・カスタムのヒートサーベルによる斬撃を受けて撃墜される。

### コア・ブースターII インターセプトタイプ
OVA『機動戦士ガンダム MS IGLOO -黙示録0079-』に登場（型式番号：FF-X7-Bst-II）。
迎撃能力に特化したバリエーション機。大気圏外から侵入してきた敵を高高度で迎撃するため、左右のポンツーンにブースターを装備しており、プロペラントタンクを兼ねた大型ブースターやプロペラントタンクを取り付けることが可能。また、主翼形状も変更されている。右エンジンユニットには30ミリガトリング砲を装備。行動半径は広く、航空目標に対しても高い攻撃力を発揮する。一方でメガ粒子砲が装備されていた個所は装甲板で塞がれ、機関砲と電子戦ポッドが設置された。数機が運用され、連邦軍の制空権維持に貢献した。
劇中での活躍
一年戦争末期、ジャブローからの連邦軍宇宙艦隊の打ち上げ阻止目的で投入されたジオン軍の試作兵器モビルダイバー「ゼーゴック」を至急迎撃するため使い捨て式のロケットブースターを装備し出撃。ゼーゴックおよびその回収機であるガウ攻撃空母の撃墜に成功する。

### タイニーコア・ブースター
漫画『アウターガンダム』に登場。地球連邦宇宙軍の迎撃戦闘機で、機体サイズはコア・ファイターより一回り大きい程度にまで縮小されている。作中で確認できる武装はミサイル6発のみで、宇宙空間以外で運用されている場面はない。星一号作戦前の地球連邦軍第七艦隊に配備されており、ジオン軍の機動要塞への攻撃に参加する。

## 『機動戦士ガンダム THE ORIGIN』におけるコア・ブースター
安彦良和の漫画『機動戦士ガンダム THE ORIGIN』に登場するコア・ブースターは、コア・ブロックにはならない小型戦闘機であるコア・ファイターの後部にブースター・ユニットを接続した機体であるが、ユニット上部にデッキがあり、GスカイイージーのようにガンダムなどのMSを乗せることが可能となっている。また、当初の主兵装は大口径機関砲になっており、下部にはミサイル・ベイ2基を装備する。
コア・ファイターの優れた機動性はそのままに、航続距離と火力の増強が図られ、制空任務のほか長距離偵察や対地攻撃、MSの支援なども可能なマルチロール機となっている。各所に設けられたスラスターにより、旧来の航空機を超えた挙動が可能となっており、高い運動性と火力はMSと遜色ない格闘能力を誇る。
作中での活躍
WBへの配備時期は不明だが、ジブラルタルでの戦闘後に初登場し、スレッガーが搭乗してセイラのコア・ファイターとともにカッパドキア周辺の偵察をおこなうが、ドップの編隊と遭遇戦となり殲滅する。一度WBに帰還後ガンダムを乗せ、不時着したセイラが発見したドム部隊のところまで運ぶ。
宇宙に上がるに当たり、主兵装がメガ粒子砲に換装される。キャメル艦隊との戦闘では原作劇場版を踏襲したコード・ナンバー（機体に番号は記されていない）005にスレッガー、006にセイラが搭乗して出撃、005がリック・ドム1機を撃破。ソロモン戦では、スレッガー機がマグネット・コーティングが完了したガンダムを迎えに行きWBに帰還、その後はガンダムを乗せてビグ・ザムに肉迫し、原作劇場版と同様の最期を遂げる。その後のア・バオア・クー戦ではセイラはジム近接戦闘型に搭乗するため、以降は登場しない。
『THE ORIGIN』の設定に準拠した劇場アニメ『機動戦士ガンダム ククルス・ドアンの島』では、アレグランサ島で行方不明になったアムロとガンダムを捜索するため、セイラが搭乗してスレッガーのジムを乗せて出撃する。メカニックのオムル・ハングに「スレッガー中尉が乗るんじゃ？」と言われるが、機体番号は006である。ルッグン2機との戦闘で被弾し、島に不時着する。

## 後継機

### コア・ブースター（Gコア）
雑誌企画『ガンダム・センチネル』では、Sガンダムのコア・ファイターである「Gコア（型式番号：FXA-08GB）」を使用したコア・ブースター（型式番号：FXA-08GB-Bst）が、小説パートには登場しないものの、いくつかデザインされている。
Ex-Sガンダムの本体に装着されている、バックパックのブースターユニットをGコアに接続した物が基本である。接続自体はほぼ無改造で行うことができ、簡単なセッティング変更のみで対空、対地、戦闘、爆撃、迎撃、超長距離航行など多彩な任務に対応可能な汎用性を持つ。
大気圏内用に主翼を装備したタイプや、宇宙空間での長距離、長時間活動用として、Sガンダムのビーム・スマートガンを装備しGコアとブースターユニットの間に、プロペラントタンクを搭載したタイプ（型式番号：FXA-08GB[Bst]Ex）がデザインされている。これはエクステンディッドタイプと呼ばれ、大推力を活かして、Bst-Sガンダムや改造型Ζプラス（ハミングバード）といった超高速機との編隊行動を組むことが想定された機体である。
標準で12MWのビームカノンを2門装備し、火力においても十分な性能がある。各種用途に合わせ、ハードポイントにミサイル類を搭載することも可能である。
またコア・ブースターやウェイブライダーの操縦訓練機として、コア・ファイターと共通の機首を持つ大型戦闘機「ワイバーン」が登場する。

### コア・ブースター（Vガンダム）
宇宙世紀0153年が舞台のテレビアニメ『機動戦士Vガンダム』では、ヴィクトリーガンダムのコア・ファイターに、Vダッシュガンダムのバックパック部分の増加装備であるオーバーハングパックを装着した形態がコア・ブースターと呼ばれている。

## その他

### コア・ブースター（ウイニングガンダム）
「ガンプラバトル」を題材としたテレビアニメ『ガンダムビルドファイターズトライ』では、ガンプラの改造であるウイニングガンダムの飛行形態がコア・ブースターと呼ばれている。これは後継機であるスターウイニングガンダムにも受け継がれ、スターウイニングガンダムではさらに後部に強化バックパックを装着した「メガ・コア・ブースター」形態も設定されている。